# Cuxton
Cuxton est un village situé dans le comté de Kent, en Angleterre.